# Agua!
Agua! es un cortometraje de 2012, dirigido por Mikel Rueda y protagonizado por Álex Angulo, Álex Batllori y Aida de Sarraga, entre otros.

## Sinopsis
La natación es el deporte más completo del mundo respecto a la forma física, pero para ello se necesita agua, la cual es considerada en muchas religiones como un elemento principal de purificación.
Guille y Álex son dos expertos de la natación y ambos compiten hoy. Aunque no se conocen, están relacionados y unidos por una cosa, su pasión por el agua y la natación, lo que llena sus vidas de esperanza.

## Reparto
- Álex Angulo
- Álex Batllori
- Aida de Sarraga
- Itziar Lazkano
- Reyes Moleres
- Koldo Olabarri
- Patxi Santamaría
- Fernando Tielve